# Títulos da Desportiva Ferroviária
Esta é uma lista de títulos da Desportiva Ferroviária, clube de futebol da cidade de Cariacica no Espírito Santo.

## Profissionais

### Títulos principais
| Estadual                | Estadual                         | Estadual | Estadual |
|                         | Competição                       | Títulos  | Temporadas                                                                                                   |
| ----------------------- | -------------------------------- | -------- | --- |
| Espírito Santo (estado) | Campeonato Capixaba              | 18       | 1964, 1965, 1967, 1972, 1974, 1977, 1979, 1980, 1981, 1984, 1986, 1989, 1992, 1994, 1996, 2000*, 2013 e 2016 |
| Espírito Santo (estado) | Copa Espírito Santo              | 2        | 2008* e 2012                                                                                                 |
| Espírito Santo (estado) | Torneio Início do Espírito Santo | 1        | 1967 |
| Espírito Santo (estado) | Copa dos Campeões                | 1        | 2014 |
| Espírito Santo (estado) | Campeonato Capixaba - Série B    | 2        | 2007* e 2012                                                                                                 |
| Municipais              |                                  |          | |
|                         | Competição                       | Títulos  | Temporadas                                                                                                   |
| Vitória                 | Taça Cidade de Vitória           | 2        | 1966 e 1968                                                                                                  |

*Títulos conquistados como Desportiva Capixaba

### Outros títulos
- Torneio dos Cronistas Esportivos Capixabas: 1 (1973)
- Torneio de Seleções do campeonato Nacional: 1 (1974)
- Taça Vovô Moisés: 1 (1975)
- Taça Albérico Souza Cruz: 1 (1976)
- Torneio Interestadual Gov. Élcio Alvares: 1 (1976)
- Taça Jones dos Santos Neves: 1 (1977)
- Copa Norte: 1 (1977)
- Taça Salustiano Sanchez : 1 (1996)
- Taça Grande Vitória : 1 (1988)
- Taça Unimed Vitória: 1 (2014)

## Categorias de Base

### Internacionais
- Copa Internacional Águia Branca de Futebol Juvenil: 1 (2000)

- Copa Lázio: 1 (2000)
- Copa A Gazetinha Internacional: 1 (1987)

### Nacionais
- Taça Rio de Futebol Juvenil: 1 (1995)

- Copa Jornal Correio Popular (infantil): 1 (2001)

### Estaduais
- Campeonato Capixaba de Juniores: 24 (1964, 1966, 1968, 1969, 1970, 1971, 1972, 1978, 1979, 1982, 1984, 1985, 1987, 1988, 1990, 1991, 1994, 1995, 1996,  1997, 2001, 2002, 2014 e 2015)
- Campeonato Capixaba Sub-17: 3 (2013 e 2014)
- Campeonato Capixaba Juvenil: 1 (2002)
- Copa Espírito Santo Sub-20 : 2 (2013 e 2014)
- Campeonato Capixaba Sub-15: 2 (2010, 2017)
- Copa Espírito Santo Sub-17: 1 (2012 e 2013)
- Copa Espírito Santo Sub-15 : 1 (2013)
- Copa Grande Vitória Futebol  Júnior: 1 (2015)

## Outros esportes

### Beach Soccer
- Taça Cidade de Cariacica: 1 (2011)[2]

### Futevôlei
- Mundial de Futevôlei 2x2: 1 (2015)[3]